# Gastone Limarilli
Gastone Limarilli   (Montebelluna, 29 de setembre de 1927 - Caerano di San Marco, 30 de juny de 1998) va ser un tenor italià.

## Biografia
Va estudiar a Pesaro amb el mestre Arturo Melocchi, al qual va ser enviat per Mario del Monaco, el seu primer professor i, alhora, alumne del mestre Melocchi. El debut va ser el 1959 al "Teatro Nuovo" de Milà com Canio a Pagliacci, seguit del primer debut al Teatro alla Scala el 23 de desembre de 1959 a Fedra d'Ildebrando Pizzetti.
Va actuar en les principals escenes italianes i en alguns prestigiosos teatres internacionals, incloent el Covent Garden de Londres, el Staatsoper de Viena i el "Teatro dell'Opera" di Montecarlo. La freqüent presència a les sorres d'estiu també va ser important, com ara el "Arena di Verona", el "Sferisterio" de Macerata i els Banys de Caracalla, on la veu era especialment idònia.
El repertori inclou uns cinquanta títols, amb una prevalença de Verdi (incloent-hi el primer Verdi) i Puccini, per la qual cosa és més conegut. També va interpretar el repertori de l'òpera contemporània, així com Pizzetti i compositors com Franco Alfano i Ennio Porrino.
Estava dotat d'una veu lírica de tenor clara i estampada, amb molta facilitat i amb so, sobretot al registre alt. Després de retirar-se de l'escena es va dedicar a l'ensenyament. Va patir una malaltia debilitant i es va suïcidar.

## Repertori
| Gioachino Rossini - Moïse et Pharaon (Elisero) - Zelmira (Antenore) Vincenzo Bellini - Norma (Pollione) Giuseppe Verdi - I masnadieri (Carlo) - Attila (Foresto) - Macbeth (Macduff) - Nabucco (Ismaele) - I vespri siciliani (Arrigo) - Otello (Othello) - Aida (Radames) - Ernani (Ernani) - Un ballo in maschera (Riccardo) - La forza del destino' (Alvaro) - Il trovatore (Manrico) - Stiffelio (Stiffelio) - La battaglia di Legnano (Arrigo) Georges Bizet - Carmen (Don Josè) Richard Wagner - Els mestres cantaires de Nuremberg (Walter) Carl Maria von Weber - Der Freischütz (Max) | Giacomo Puccini - La fanciulla del West (Dick Johnson) - Turandot (Calaf) - Manon Lescaut (Des Grieux) - Tosca (Mario Cavaradossi) - Il tabarro (Luigi) Umberto Giordano - Andrea Chénier (Andrea Chénier) - La cena delle beffe (Giannetto) Ruggero Leoncavallo - Pagliacci (Canio) Pietro Mascagni - Cavalleria rusticana (Turiddu) Francesco Cilea - Adriana Lecouvreur (Maurizio) Amilcare Ponchielli - La Gioconda (Enzo Grimaldo) Ildebrando Pizzetti - Fedra (Ippolito) Franco Alfano - Resurrezione (Dimitri) Ennio Porrino - I Shardana (Torbeno) |

## Discografia
Gioachino Rossini
- Zelmira, director Carlo Franci, amb Virginia Zeani, Anna Maria Rota, Paolo Washington, Nicola Tagger - en directe Nàpols 1966 ed. Opera d'Oro
- Otello, director Carlo Franci, amb Virginia Zeani, Plinio Clabassi, Aldo Bottion, Giovanna Fioroni - en directe Nova York (complexos de l'òpera de Roma) 1968 ed. MRF
- Moïse et Pharaon, director Gianandrea Gavazzeni, amb Cesare Siepi, Veriano Luchetti, Silvano Carroli, Celestina Casapietra - en directe Venècia 1974 ed. Música del món

Vincenzo Bellini
- Norma, director Oliviero de Fabritiis, amb Leyla Gencer, Fiorenza Cossotto, Ivo Vinco - en directe Lausanne 1966 ed. Myto

Giuseppe Verdi
- La battaglia di Legnano, director Vittorio Gui, amb Leyla Gencer, Giuseppe Taddei, Paolo Washington - en directe Florence 1959 ed. Cetra / Myto
- Nabucco, el director Bruno Bartoletti, amb Ettore Bastianini, Margherita Roberti, Paolo Washington, Miriam Pirazzini - en directe Florence 1959 ed. CLS / Lyric Distribution
- Aida, director Arturo Basile, amb Gabriella Tucci, Adriana Lazzarini, Giangiacomo Guelfi, Giuseppe Modesti - en directe Roma - RAI 1960 ed. Walhalla
- Attila, director Bruno Bartoletti, amb Boris Christoff, Margherita Roberti, Giangiacomo Guelfi - en directe Florencia 1962 ed. Myto / Opera D'Oro
- Il Trovatore, director Oliviero de Fabritiis, amb Antonietta Stella, Ettore Bastianini, Giulietta Simionato, Bruno Marangoni - en directe Tokyo 1963 ed. Rodolphe
- Ernani, director Francesco Molinari Pradelli, amb Margherita Roberti, Cornell MacNeil, Nicola Rossi-Lemeni - en directe Parma 1963 ed. Distribució lírica
- Aida (actes 1, 2 i 3), director Tullio Serafin, amb Leyla Gencer, Giulietta Simionato, Giangiacomo Guelfi, Bonaldo Giaiotti - vídeo en viu de Verona 1963 ed. Charles Handelman
- I masnadieri, director Gianandrea Gavazzeni, amb Margherita Roberti, Mario Zanasi, Bonaldo Giaiotti - en directe Florence 1963 ed. Distribució lírica
- I vespri siciliani, director Gianandrea Gavazzeni, amb Leyla Gencer, Giangiacomo Guelfi, Nicola Rossi-Lemeni - en directe Roma 1964. Melodram
- La forza del destino, el director Mario Rossi, amb Elinor Ross, Silvano Carroli, Ivo Vinco - en directe Venècia 1966 ed. Música del món
- Stiffelio, director Peter Maag, amb Angeles Gulin, Walter Alberti - en directe Parma 1968 ed. gala
- I masnadieri, director Franco Mannino, amb Rita Orlandi Malaspina, Mario Petri, Bonaldo Giaiotti - en directe Torí -RAI 1971 ed. Els amants de l'òpera
- Nabucco, director Nino Sanzogno amb Mario Zanasi, Angeles Gulin, Bonaldo Giaiotti - viuen Venècia el 1972 i. Música del món

Giacomo Puccini
- La fanciulla del west (DVD), director Oliviero De Fabritiis, amb Antonietta Stella, Anselmo Colzani - en directe Tokyo 1963 ed. VAI
- Manon Lescaut, director Mario Rossi, amb Antonietta Stella, Kostas Paskallis - en directe Viena 1964 ed. Première Opera
- La fanciulla del west, director Arturo Basile, amb Magda Olivero, Lino Puglisi - en directe Trieste 1965 ed. Nova era
- La fanciulla del west, director Fernando Previtali, amb Magda Olivero, Anselmo Colzani - en directe Torino 1966 ed. MRF
- Manon Lescaut, director Antonino Votto, amb Ilva Ligabue, Mario Basiola - viu Palermo 1968 ed. Els amants de l'òpera
- Tosca, director Napoleone Annovazzi, amb Marcella Pobbe, Giangiacomo Guelfi - en directe Roma 1973 ed. OOA

Ruggero Leoncavallo
- Pagliacci, director Ugo Rapalo, amb Clara Petrella, Piero Cappuccilli, Marco Stecchi - en directe Nàpols 1966 ed. Distribució lírica

Ildebrando Pizzetti
- Fedra, director Gianandrea Gavazzeni, amb Régine Crespin, Dino Dondi, Nicola Rossi-Lemeni, Paolo Montarsolo, Edda Vincenzi - en directe La Scala 1959 ed. Distribució lírica.

## Música lleugera
- Nàpols...tu" na gran cosa" - Orquestra Alberto Pizzigoni - Jaguar Records 1966.